# Barrage de Gümüşler
Le barrage de Gümüşler est un barrage en Turquie. la rivière de Gümüşler (Gümüşler Çayı) ou  conflue avec la rivière Zondi Deresi en aval de la ville de Niğde après un cours de 15 km.

## Sources
- (en) www.dsi.gov.tr/tricold/gumusler.htm Site de l'agence gouvernementale turque des travaux hydrauliques